# قائمة عارضات غلاف مجلة فوغ (النسخة الهندية)
هذه قائمة عارضات غلاف مجلة فوغ (النسخة الهندية) هي عبارة عن فهرس لنماذج الغلاف التي ظهرت على غلاف مجلة فوغ (النسخة الهندية) ، النسخة الهندية من مجلة فوغ، بدءًا من العدد الأول للمجلة في أكتوبر 2007.

## عقد 2000

### 2007
| العدد  | عارضة الغلاف | المصور فوتوغرافي  |
| ------ | --- | ----------------- |
| أكتوبر | بيباشا باسو جيما وورد بريانكا شوبرا مونيكانجانا دوتا بريتي زينتا لاكشمي مينون                                                                                      | باتريك ديمارشيليه |
| نوفمبر | ديبيكا بادوكون | باولو روفرسي      |
| ديسمبر | نيها كابور تمارا موس شيتال مالار كريشنا سوماني أندراني داسغوبتا ديلفين بافورت ميشيل اينيس تينو فيرغيز سابنا كومار بهاونا شارما كاميلا فين لاكشمي رنا كارول غراسياس | فاروق شوثيا       |

### 2008
| العدد  | عارضة الغلاف                         | المصور فوتوغرافي |
| ------ | ------------------------------------ | ---------------- |
| يناير  | غوري خان                             | كريس كرايمر      |
| فبراير | كاترينا كيف                          | أتول كاسبيكار    |
| مارس   | كارينا كابور                         | سوريش ناتاراجان  |
| أبريل  | لاكشمي مينون                         | برابودا داسغوبتا |
| مايو   | بيباشا باسو                          | باسكال شيفالييه  |
| يونيو  | بريتي زينتا                          | فاروق شوثيا      |
| يوليو  | أسين                                 | أتول كاسبيكار    |
| أغسطس  | شويتا سالفي شيلبا سكلاني سانجيدا شيخ | فاروق شوثيا      |
| سبتمبر | بريانكا شوبرا                        |                  |
| أكتوبر | آيشواريا راي                         | فاروق شوثيا      |
| نوفمبر | فيكتوريا بيكام                       | كارين كولينز     |
| ديسمبر | كاترينا كيف                          | جيسون بيل        |

### 2009
| العدد  | عارضة الغلاف                                          | المصور فوتوغرافي   |
| ------ | ----------------------------------------------------- | ------------------ |
| يناير  | تابو                                                  | براساد نايك        |
| فبراير | جينيفر أنيستون                                        | كرايغ ماكديان      |
| مارس   | فريدا بينتو                                           | ريغان كاميرون      |
| أبريل  | ميشيل أوباما                                          | آني ليبوفيتز       |
| مايو   | لاكشمي مينون                                          | جان فرانسوا كامبوس |
| يونيو  | شيلبا شيتي                                            |                    |
| يوليو  | ديبيكا بادوكون                                        | بهارات سيكا        |
| أغسطس  | فيروز غوجرال أوجوالا رات جيوتسنا تشاكرافارثي شوبها دي | فاروق شوثيا        |
| سبتمبر | جيزيل بوندشين                                         | باتريك ديمارشيليه  |
| أكتوبر | كاجول & شاه روخ خان                                   | أتول كاسبيكار      |
| نوفمبر | كاترينا كيف                                           | براساد نايك        |
| ديسمبر | كارينا كابور                                          | براساد نايك        |

## عقد 2010

### 2010
| العدد  | عارضة الغلاف                                                | المصور فوتوغرافي  |
| ------ | ----------------------------------------------------------- | ----------------- |
| يناير  | سونام كابور                                                 | سوريش ناتاراجان   |
| فبراير | سارة جيسيكا باركر                                           | باتريك ديمارشيليه |
| مارس   | لارا دوتا                                                   | مارسين تيسكا      |
| أبريل  | جيا جونسون نيثرا راغورمان تينو فيرغيس اشيكا برات إيشا غوبتا | برابودا داسغوبتا  |
| مايو   | ديبيكا بادوكون                                              | أتول كاسبيكار     |
| يونيو  | جاكلين فيرنانديز                                            | براساد نايك       |
| يوليو  | أبهيشيك باتشان & آيشواريا راي                               | مارسين تيسكا      |
| أغسطس  | كاميرون دياز                                                | ريغان كاميرون     |
| سبتمبر | بيباشا باسو                                                 | سوريش ناتاراجان   |
| أكتوبر | سيندي كروفورد                                               | مارك سيليجر       |
| نوفمبر | بريانكا شوبرا                                               | براساد نايك       |
| ديسمبر | جينيليا ديسوزا                                              | سلافا فيليبوف     |

### 2011
| العدد  | عارضة الغلاف                  | المصور فوتوغرافي |
| ------ | ----------------------------- | ---------------- |
| يناير  | بادما لاكشمي                  | برابودا داسغوبتا |
| فبراير | آيشواريا راي                  | مارسين تيسكا     |
| مارس   | ديبيكا بادوكون                | براساد نايك      |
| أبريل  | اشيكا برات                    | تجال باتني       |
| مايو   | كاترينا كيف                   | مارك هوم         |
| يونيو  | ريانا                         | آني ليبوفيتز     |
| يوليو  | سوناكشي سينها                 | سوريش ناتاراجان  |
| أغسطس  | مادهوري ديكسيت                | براساد نايك      |
| سبتمبر | نرجس فخري                     | فابيو تشيزولا    |
| أكتوبر | إيزابيلي فونتانا رانبير كابور | مارك هوم         |
| نوفمبر | سونام كابور                   | برونو ديان       |
| ديسمبر | بريانكا شوبرا                 | برونو ديان       |

### 2012
| العدد  | عارضة الغلاف                      | المصور فوتوغرافي |
| ------ | --------------------------------- | ---------------- |
| يناير  | مهر جيسيا                         | برابودا داسغوبتا |
| فبراير | أنوشكا شارما                      | بهارات سيكا      |
| مارس   | اشيكا برات اليسا علي جيسيكا كلارك | مارسين تيسكا     |
| أبريل  | غوري خان & سوزان خان              | تارون فيشوا      |
| مايو   | شيترانجادا سينغ                   | لويس مونتيرو     |
| يونيو  | ديبيكا بادوكون                    | جيمس ماكين       |
| يوليو  | ديانا بينتي                       | لويس مونتيرو     |
| أغسطس  | كاجول                             | مارك بيلاي       |
| سبتمبر | عاليا بهات                        | لويس مونتيرو     |
| أكتوبر | أنوشكا شارما                      | سوريش ناتاراجان  |
| أكتوبر | ديبيكا بادوكون                    | سوريش ناتاراجان  |
| أكتوبر | كاترينا كيف                       | سوريش ناتاراجان  |
| أكتوبر | بريانكا شوبرا                     | سوريش ناتاراجان  |
| أكتوبر | سونام كابور                       | سوريش ناتاراجان  |
| نوفمبر | شويتا ناندا                       | آر بورمان        |
| ديسمبر | كالكي كويتشلن                     | تارون فيشوا      |

### 2013
| العدد  | عارضة الغلاف                                                            | المصور فوتوغرافي    |
| ------ | ----------------------------------------------------------------------- | ------------------- |
| يناير  | فيديا بالان                                                             | براساد نايك         |
| فبراير | كارينا كابور                                                            | ابهاي سينغ          |
| مارس   | بريانكا شوبرا                                                           | تارون فيشوا         |
| أبريل  | إيشا غوبتا                                                              | نات براكوب سانتيسوك |
| مايو   | بيونسيه                                                                 | باتريك ديمارشيليه   |
| يونيو  | سونام كابور                                                             | مارسين تيسكا        |
| يوليو  | أنوشكا شارما                                                            | سوريش ناتاراجان     |
| أغسطس  | سريديفي                                                                 | سوريش ناتاراجان     |
| سبتمبر | ديبيكا بادوكون                                                          | براساد نايك         |
| أكتوبر | فريدا بينتو                                                             | بهارات سيكا         |
| نوفمبر | أيوشمان كورانا بارنيتي تشوبرا سوشانت سينغ راجبوت عاليا بهات أرجون كابور | سوريش ناتاراجان     |
| ديسمبر | كاترينا كيف                                                             | سيغنا فيلستريب      |

### 2014
| العدد  | عارضة الغلاف | المصور فوتوغرافي |
| ------ | --- | ---------------- |
| يناير  | كانغانا رانوت | سيغنا فيلستريب   |
| فبراير | بارنيتي تشوبرا | آر بورمان        |
| مارس   | كارينا كابور | دريك بادرا       |
| أبريل  | شرادها كابور | تجال باتني       |
| مايو   | أشيكا برات | مازن أبو سرور    |
| يونيو  | ديبيكا بادوكون | براساد نايك      |
| يوليو  | عاليا بهات | مازن أبو سرور    |
| أغسطس  | توينكل خانا | إريكوس أندريو    |
| سبتمبر | سونام كابور | سيغنا فيلستريب   |
| أكتوبر | كاران جوهر ديبيكا بادوكون كانغانا رانوت عامر خان رانبير كابور عاليا بهات برخا دوت يوفراج سينغ سودها مورتي رانفير سينغ تانيا دباش أي.أر. رحمان | فاروق شوثيا      |
| نوفمبر | ليزا هايدون | تارون فيشوا      |
| ديسمبر | كاترينا كيف | براساد نايك      |

### 2015
| العدد  | عارضة الغلاف                                        | المصور فوتوغرافي |
| ------ | --------------------------------------------------- | ---------------- |
| يناير  | أنوشكا شارما                                        | مارسين تيسكا     |
| فبراير | بليك ليفلي                                          | ماريو تيستينو    |
| مارس   | آيشواريا راي                                        | مارك هوم         |
| أبريل  | سونام كابور                                         | كريستيان شولر    |
| مايو   | سوناكشي سينها                                       | إلين فون أونويرث |
| يونيو  | كانغانا رانوت                                       | آر بورمان        |
| يوليو  | جاكلين فيرنانديز                                    | سيغنا فيلستريب   |
| أغسطس  | راني موخرجي                                         | سيغنا فيلستريب   |
| سبتمبر | كاترينا كيف                                         | سيغنا فيلستريب   |
| أكتوبر | رانفير سينغ & ديبيكا بادوكون                        | تارون فيشوا      |
| نوفمبر | شانينا شايك & شاه روخ خان                           | مازن أبو سرور    |
| ديسمبر | كاجول كارينا كابور كاريشما كابور عاليا بهات سريديفي | تارون فيشوا      |

### 2016
| العدد  | عارضة الغلاف                                                             | المصور فوتوغرافي |
| ------ | ------------------------------------------------------------------------ | ---------------- |
| يناير  | سونام كابور                                                              | أتول كاسبيكار    |
| فبراير | بوميكا أرورا                                                             | روفان أفانادور   |
| مارس   | عاليا بهات & سيدهارث مالهوترا                                            | لويس مونتيرو     |
| أبريل  | بريانكا شوبرا                                                            | كريس كراميلر     |
| مايو   | أنوشكا شارما                                                             | إريكوس أندريو    |
| يونيو  | كاترينا كيف                                                              | لويس مونتيرو     |
| يوليو  | كارينا كابور                                                             | ريتشارد راموس    |
| أغسطس  | كايا غربر & سيندي كروفورد                                                | ماريو تيستينو    |
| سبتمبر | كالتولنو كنز رانبير كابور جيزيل أوليفيرا                                 | رام شيرغل        |
| أكتوبر | بوجا مور فارشا ثابا جناتول فردوش بيا شينيل رودريغو روضة عاطف ديكي وانجمو | بهارات سيكا      |
| نوفمبر | ديبيكا بادوكون                                                           | تارون فيشوا      |
| ديسمبر | فاني كابور                                                               | ريتشارد راموس    |

### 2017
| العدد  | عارضة الغلاف                                    | المصور فوتوغرافي |
| ------ | ----------------------------------------------- | ---------------- |
| يناير  | هريثيك روشان & ليزا هايدون                      | إريكوس أندريو    |
| فبراير | عاليا بهات                                      | غريغ سواليس      |
| مارس   | أنوشكا شارما                                    | تارون فيشوا      |
| أبريل  | كريتي سانون                                     | لويس مونتيرو     |
| مايو   | كيندال جينر                                     | ماريو تيستينو    |
| يونيو  | سونام كابور                                     | سيغنا فيلستريب   |
| يوليو  | أرجون كابور & آتيا شيتي                         | توماس وايتسايد   |
| أغسطس  | شويتا باتشان جايا باتشان نافيا نافيلي ناندا     | تارون فيشوا      |
| سبتمبر | بريانكا شوبرا                                   | An Le            |
| أكتوبر | توينكل خانا سونام كابور أنوشكا شارما كاران جوهر | غريغ سواليس      |
| أكتوبر | بادما لاكشمي بريانكا شوبرا ناتاليا فوديانوفا    | MarkSeliger      |
| أكتوبر | ميثالي راج شاه روخ خان نيتا امباني              | غريغ سواليس      |
| نوفمبر | سونام كابور                                     | غريغ سواليس      |
| ديسمبر | سلمان خان & كاترينا كيف                         | سيغنا فيلستريب   |

### 2018
| العدد  | عارضة الغلاف                 | المصور فوتوغرافي |
| ------ | ---------------------------- | ---------------- |
| يناير  | كارينا كابور                 | إريكوس أندريو    |
| فبراير | ديبيكا بادوكون               | مازن أبو سرور    |
| مارس   | كيم كردشيان                  | غريغ سواليس      |
| أبريل  | آيشواريا راي & فاريل ويليامز | غريغ سواليس      |
| مايو   | أديتي راو حيدري              | إريكوس أندريو    |
| يونيو  | جانفي كابور                  | براساد نايك      |
| يوليو  | سونام كابور & أناند أهوجا    | سيغنا فيلستريب   |
| أغسطس  | سوهانا خان                   | إريكوس أندريو    |
| سبتمبر | راديكا ناير & سافرون فادر    | غريغ سواليس      |
| أكتوبر | رانفير سينغ & سارا سامبايو   | غريغ سواليس      |
| نوفمبر | عاليا بهات                   | بيكرامجيت بوس    |
| نوفمبر | أريانا هافينغتون             | بيكرامجيت بوس    |
| نوفمبر | فاي دسوزا                    | بيكرامجيت بوس    |
| نوفمبر | هيما داس                     | بيكرامجيت بوس    |
| نوفمبر | كارينا كابور                 | بيكرامجيت بوس    |
| نوفمبر | ماريا غراتسيا شيوري          | بيكرامجيت بوس    |
| نوفمبر | رادهيكا أبتي                 | بيكرامجيت بوس    |
| نوفمبر | رانبير كابور                 | بيكرامجيت بوس    |
| ديسمبر | كاترينا كيف                  | غريغ سواليس      |

### 2019
| العدد  | عارضة الغلاف                                           | المصور فوتوغرافي |
| ------ | ------------------------------------------------------ | ---------------- |
| يناير  | بريانكا شوبرا                                          | آني ليبوفيتز     |
| فبراير | آيشا أمباني                                            | تارون فيشوا      |
| مارس   | أنوشكا شارما                                           | جورج أنتوني      |
| أبريل  | سارا علي خان                                           | تارون فيشوا      |
| مايو   | بادما لاكشمي                                           | كريستيان شولر    |
| يونيو  | ديلجيت دوسانجه كارينا كابور ناتاشا بونافالا كاران جوهر | مارسين تيسكا     |
| يوليو  | أديتيا روي كابور & سوشميتا باثاك                       | تارون فيشوا      |
| يوليو  | فيكي كوشال & بوجا مور                                  | تارون فيشوا      |
| أغسطس  | ديبيكا بادوكون                                         | غريغ سواليس      |
| سبتمبر | بريانكا شوبرا                                          | مارسين كيمبسكي   |
| أكتوبر |                                                        |                  |
| نوفمبر |                                                        |                  |
| ديسمبر |                                                        |                  |

## الروابط الخارجية
- Vogue India covers - whosdatedwho.com
- Vogue India